# Vite a legno

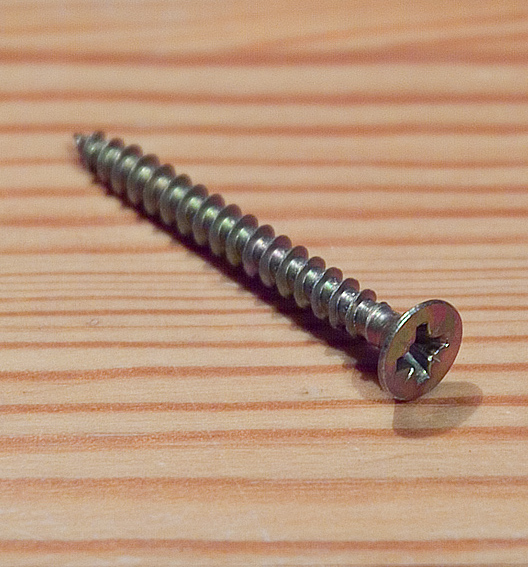
Vite autofilettante per legno

Una vite a legno è un tipo vite progettata per essere avvitata nel legno.

## Descrizione
I primi modelli meno recenti avevano una sezione conica, che entrando nel legno, creavano una sorta di "cono" filettato. Essi tuttavia, abbinati ad una più piccola posta all'inizio del contatto tra vite e legno, non avevano massima resistenza all'estrazione, in quanto poteva tornare indietro a strappo e la resistenza del legno veniva a mancare; cosa che non accadeva  invece nella vite a sezione cilindrica; da ciò l'adozione da qualche anno a questa parte, di viti a sezione cilindrica.
Anche l'impronta di innesto del giravite, un tempo a taglio, è andata in disuso, oggi le più utilizzate sono la pozidriv e la torx, entrambe permettono un avvitamento sia manuale che automatico, in sicurezza e senza rischio di slabbratura della testa, il loro vantaggio, oltre ad essere realizzate in acciaio molto duro, sono disponibili con una tonalità di colore abbinabile al manufatto, ovvero colore argento, ottone, bronzo e nero; sono realizzate anche in inox, a differenza delle precedenti sono esenti da ossidazione ma hanno minore resistenza meccanica, per l'assemblaggio di grandi manufatti in legno, ad esempio il tetto in travi di una casa, sono disponibili viti con testa svasata con impronta Torx, ottimizzate al meglio per questa funzione, hanno doppia elica differenziata e zigrinatura nella sezione del corpo e nella testa, caratteristiche che ne migliorano l'antisvitamento nel tempo.
Restano però comuni le altre dimensioni: diametro  lunghezza e forma della testa: infatti una vite 4x40 TC avrà un diametro di mm 4 ed una lunghezza di mm 40 e forma della testa cilindrica. Altro nesso in questi due dati (testa e gambo) è dT=2d cioè il diametro della testa è il doppio del diametro del gambo; questo permette di sapere, a priori, la dimensione della testa di una vite, ad esempio per "affogarla" nel legno. 

## Itirafondo
Le viti di grosso diametro prendono il nome di tirafondo e la testa è generalmente esagonale o quadrata per poterla avvitare con una chiave. I tirafondo erano in passato molto utilizzati per fissare le rotaie alle traversine in legno.

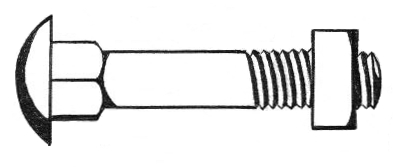
Bullone per legno

## I bulloni per legno
Le viti per il legno con il dado, che lavorano come bulloni, hanno la testa bombata con la parte inferiore quadrata ed il loro nome tecnico è "vite cilindrica a testa tonda con sotto testa quadro" (Salvatore Ruggeri), mentre la denominazione vulgaris è "cavicchia". Quando il dado viene avvitato la parte quadra penetra nel legno e impedisce alla vite di ruotare.